# ГАС «Выборы»
Государственная автоматизированная система Российской Федерации «Выборы» (ГАС «Выборы») — государственная информационная система (ГАС), предназначенная для автоматизации и информатизации избирательных действий (выборов).
ГАС «Выборы» включает в себя несколько частей, в том числе систему «Регистр избирателей, участников референдума» (сокр. РИУР)

## Описание
ГАС «Выборы» — территориально-распределенная телекоммуникационная автоматизированная система общегосударственного уровня для реализации информационных процессов в ходе подготовки и проведения выборов и референдумов, а также для решения в установленном порядке задач, не связанных с проведением выборов и референдумов. Система позволяет комплексно решать задачи организации избирательного процесса на всех этапах: планирование подготовки проведения выборов, учёт избирателей, ввод сведений о кандидатах в депутаты, проведение голосования, подведение итогов и последующую статистическую обработку результатов.
Кроме того, в систему заложены функции согласования работы избирательных комиссий разных уровней, что практически в режиме реального времени позволяет подводить итоги голосования и с помощью средств отображения и интернета доводить их до каждого гражданина России.

## История
Решение о создании ГАС «Выборы» принято Указом Президента РФ от 23 августа 1994 года № 1723 «О разработке и создании Государственной автоматизированной системы Российской Федерации „Выборы“». Этому предшествовало годичное утверждение Концепции создания ЦИК России от 12 июля 1994 года, а еще раньше — написанная по результатам исследований электоральных технологий "Концептуальная записка по программе разработки и создания Государственной автоматизированной системы Российской федерации «Выборы», сформированная работниками НИИ «Восход» середине 1994 года.
Юрий Сергеевич Ломов, главный конструктор, обеспечил впервые в СССР создание Государственной автоматизированной системы «Выборы» в ФГУП НИИ «Восход».
Генеральный заказчик системы — Центральная избирательная комиссия Российской Федерации. Представитель заказчика — Федеральный центр информатизации при ЦИК России.
В работе по модернизации ГАС «Выборы» во главе с НИИ «Восход» были задействованы компании КРОК инкорпорейтед, Роснет, Информзащита, «Инсофт», «АНД Проджект» при тесном взаимодействии с представительствами HP, Oracle, Cisco Systems.
Вторая очередь ГАС «Выборы» разработана ФГУП НИИ «Восход» по заказу ЦИК России и ФЦИ при ЦИК России в 2003 году. В 2004 году ГАС «Выборы» повторно прошла Государственные приемочные испытания.
Существует возможность нарушения корректности использования ГАС для получения результата. Так например, секретарь ТИК в Орехове-Зуеве, системный администратор ГАС «Выборы», внёс изменения в данные 13 из 58 протоколов, увеличив число проголосовавших на примерно 6 тысяч человек; явку с 49,8 до 55,7 %. Царькова признали виновным и оштрафовали на 20 тыс. рублей.
В 2017 году был создан программно-технический комплекс, обеспечивающий взаимодействие ГАС «Выборы» с единой системой межведомственного электронного взаимодействия (ПТК СМЭВ). Было налажено взаимодействие ГАС «Выборы» с Единым порталом госуслуг. В частности, стало возможно подавать заявления о голосовании по месту нахождения в электронном виде. В 2019 году сообщалось, что благодаря доработке взаимодействия со СМЭВ избиркомы получили возможность проверять достоверность предоставленной кандидатами информации о своем профессиональном образовании через базы данных Министерства образования.
По заявлению главы ЦИК Эллы Памфиловой, сделанному в ноябре 2020 года, к 2022 году Центризбирком планирует создать новую цифровую платформу, призванную заменить систему ГАС «Выборы». В рамках этой новой платформы планируется создать новый регистр данных участников избирательного процесса, а также поставлена задача гарантировать право граждан на «экстерриториальное» голосование. 2 декабря 2020 года была официально представлена и принята Центризбиркомом за основу «Концепция создания Цифровой платформы реализации основных гарантий избирательных прав граждан Российской Федерации». Данная концепция среди прочего подразумевает, что действующее российское законодательство должно быть приведено в соответствие с новыми сервисами.
В то же время, как сообщают «Ведомости», Центризбирком будет поддерживать ГАС «Выборы», как минимум до 2022 года, а мощности системы ГАС «Выборы» будут использованы для новой цифровой платформы, призванной заменить действующую систему. ЦИК будет выступать заказчиком разработок для этой новой системы, а сама новая цифровая платформа должна быть передана в эксплуатацию Федеральному центру информатизации.